# RSD-10

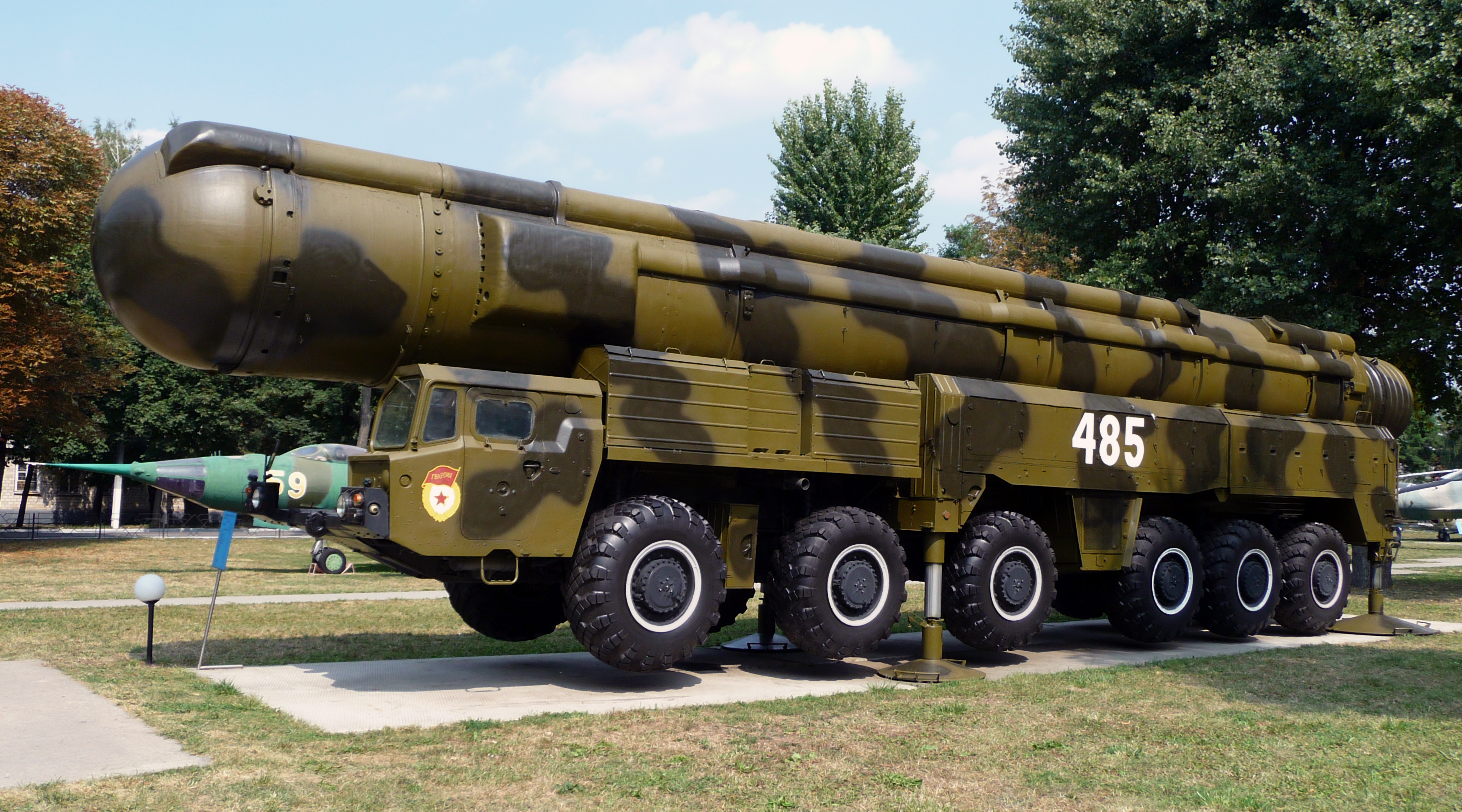
Raketa SS-20 v muzeu na Ukrajině ve městě Vinnycja

RSD-10 Pioněr (rusky ракета средней дальности (РСД) «Пионер» v přepise: Raketa Srednej Dalnosti (RSD) "Pioněr") byla balistická raketa středního doletu s jadernou bojovou hlavicí rozmisťovaná Sovětským svazem mezi lety 1976 až 1988. V indexu GRAU nesla označení 15Ž45, v kódu NATO SS-20 Saber.
Její rozmístění bylo hlavní příčinou toho, že NATO přijalo tzv. dvoukolejné rozhodnutí, které vedlo k ještě většímu rozmístění raket středního doletu v Západní Evropě. Raketa RSD-10 byla od roku 1987 díky dohodě o likvidaci raket středního a krátkého doletu stahována ze služby. Některé zdroje tvrdí, že byly tyto rakety v určitou dobu rozmístěny i na území ČSSR.